# Luise Eleonore de Hohenlohe-Langenburg
Prințesa Luise Eleonore de Hohenlohe-Langenburg (11 august 1763, Langenburg – 30 aprilie 1837, Meiningen) a fost nobilă germană. A fost ducesă (din 1803 până în 1821) și regentă de Saxa-Meiningen.

## Biografie
Louise Eleonore a fost al doilea copil și fiica cea mare a Prințului Christian Albert Louis de Hohenlohe-Langenburg și a Prințesei Caroline de Stolberg-Gedern (1732–1796).

## Căsătorie și copii
La Langenburg la 27 noiembrie 1782, Luise Eleonore s-a căsătorit cu Georg I, Duce de Saxa-Meiningen. După zece ani ei au început să aibă copii:
1. Adelaide Luise Therese Karoline Amalie (n. Meiningen, 13 august 1792 - d. Bentley Priory, Middlesex, 2 decembrie 1849), căsătorită la 11 iulie 1818 cu Ducele de Clarence, mai târziu regele William al IV-lea al Regatului Unit.
2. Ida (n. Meiningen, 25 iunie 1794 - d. Weimar, 4 aprilie 1852), căsătorită la 30 mai 1816 cu Bernhard de Saxa-Weimar-Eisenach.
3. o fiică (Meiningen, 16 octombrie 1796).
4. Bernhard al II-lea Erich Freund, Duce de Saxa-Meiningen (n. Meiningen, 17 decembrie 1800 - d. Meiningen, 3 decembrie 1882).

## Regența
După ce soțul ei a murit de febră la 24 decembrie 1803 la vârsta de 42 de ani, ea a preluat regența ducatului în timpul minoratului fiului ei Bernhard al II-lea, Duce de Saxa-Meiningen, care avea trei ani.
Ea a condus cu energie, curaj și bunul simț în timpul războaielor napoleoniene, care pentru următorul deceniu au devastat statele saxone. Ducatul a fost nevoit să se alăture Confederației Rinului în timpul acestor războaie și să îi furnizeze cu trupe; apoi ducatul a fost lovit de foamete, pe care Luise a încercat să o prevină prin importul de grâu.
În ciuda faptului că armata franceză și mai târziu armata rusă au mărșăluit înainte și înapoi în întreaga țară, Luise a refuzat să fugă; ea a stat cu fiul și cele două fiice în interiorul castelului lor. Ea a folosit fiecare strategie pentru a păstra autonomia regenței ei, astfel că, atunci când s-a alăturat Aliaților în 1813, ea a salvat ducatul pentru fiul ei. El a devenit Duce de Meiningen opt ani mai târziu.
Prin ajustări în administrația ducatul ea s-a asigurat că ducatul a fost mai bine gestionat și în 1821 a deschis gimnaziul Bernhardinum din Meiningen (început de soțul ei). Copiii ei au fost atent educați; ei au făcut un mare tur în Italia cu tutorele lor Johann Heinrich Pestalozzi. După ce fiul ei a devenit major, Luise a mers în mai multe călătorii în străinătate, inclusiv unul în Anglia pentru a o vizita pe fiica ei Adelaide.